# عملية الطاقة الخارجية
عملية الطاقة الخارجية (تفاعل طارد للطاقة) هي التي يوجد فيها تدفق موجب للطاقة من النظام إلى البيئة المحيطة على النقيض من عملية الضغط الثابت حيث تكون تفاعلات درجة الحرارة الثابتة تكون فعلية إذا كان تغير الطاقة الحرة لغيبس سلبي (G <0).
تتبع جميع الأنظمة الفيزيائية والكيميائية في الكون القانون الثاني للديناميكا الحرارية وتمضي قدما في اتجاه هبوطي لإتجاه الطاقة. وهذا يدل على أن النظام الفيزيائي والكيميائي إذا ما ترك لنفسه سيستمر وفقاً للقانون الثاني للديناميكا الحرارية في اتجاه يميل إلى خفض الطاقة الحرة للنظام وبالتالي استهلاك الطاقة وتحدث هذه التفاعلات بشكل عفوي.
التفاعل الكيميائي هو نوع من التفاعلات حيث يتم تضمين الإنتروبيا في أي تغيير في طاقة غيبس الحرة وهذا يختلف عن تفاعل طارد للحرارة أو تفاعل ماص للحرارة حيث لا يتم تضمين الإنتروبيا ويتم حساب الطاقة الحرة لغيبس باستخدام معادلة جيبس – هيلمهولتز:
{\displaystyle \Delta G=\Delta H-T\cdot \Delta S}
حيث تكون:
T = درجة الحرارة
ΔG = تغير في الطاقة الحرة لغيبس
ΔS = تغير في الإنتروبيا
ΔH = تغير في المحتوى الحراري
يتقدم التفاعل الكيميائي بشكل تلقائي فقط عندما تنخفض طاقة غيبس الحرة وفي هذه الحالة يكون ΔG سلبيا. في تفاعلات الطاقة الخارجية يكون ΔG سالبا وفي رد الفعل يكون ΔG موجبا:
{\displaystyle \Delta _{\mathrm {R} }G<0} exergon
{\displaystyle \Delta _{\mathrm {R} }G>0} endergon
حيث تكون:
{\displaystyle \Delta _{\mathrm {R} }G}
عندما يتساوى التغيير في الطاقة الحرة لغيبس بعد الانتهاء من التفاعل الكيميائي.